# Sektor przemysłowy
Sektor przemysłowy (drugi sektor) - sektor gospodarki grupujący formy działalności polegające na wydobywaniu bogactw naturalnych i dostosowywaniu ich do potrzeb ludzi oraz rozwoju miast i przyspieszeniu procesów urbanizacyjnych.
Zalicza się do niego zarówno przemysł wydobywczy oraz przemysł przetwórczy, (które dzielą się przykładowo na przemysł paliwowo-energetyczny, przemysł metalurgiczny, przemysł lekki oraz przemysł spożywczy) jak i budownictwo.
Wykonywanie pracy w sektorze przemysłowym najczęściej wymaga odpowiedniego wyposażenia w postaci maszyn zarówno budowlanych jak i górniczych oraz przetwórczych, za to wymagania kompetencji zawodowych są znacznie niższe w porównaniu z sektorem usług.
W krajach rozwiniętych przemysł nie ma tak dużego udziału w gospodarce jak usługi, lecz dominuje w gospodarce niektórych krajów rozwijających się takich jak Nigeria. Jest to jednak rzadkie zjawisko, ponieważ gospodarka większości krajów rozwijających się bazuje na rolnictwie. Jest to spowodowane tym, że przemysł wydobywczy jest zależny od bogactw naturalnych znajdujących się w danym kraju, a nawet jeśli takie są, to wydobycie ich wiąże się z wysokimi kosztami rozpoczęcia działalności wydobywczej.